# Ami Lullin
Ami Lullin, né le 22 février 1748 à Genève et mort le 4 décembre 1816 dans la même ville, est un homme politique de la République de Genève.

## Famille
Il est issu d'une des plus anciennes familles de Genève, ayant possédé la bourgeoisie dès le début du XIVe siècle et donné des dizaines de magistrats à la République de Genève.

## Biographie
Après des études de lettres et de philosophie à l'Académie de Genève, il devient avocat en 1770.
Il est membre du Conseil des Deux-Cents (1775), secrétaire de la justice (1776-1777), châtelain de Jussy (1780-1781), membre du Petit Conseil (1781-1792) puis syndic de Genève (1790).
Étant l'un des chefs du parti aristocratique des Constitutionnaires, il est emprisonné par les Représentants d'avril à juin 1781. Plus tard il est condamné à quatre ans de prison par les comités provisoires après la Révolution de 1792, s'évade, et est condamné à mort par contumace par le tribunal révolutionnaire en 1794.
Il se retire dans sa propriété à Archamps, près de Genève, pendant l'occupation française, et fait partie du comité secret préparant le retour à l'indépendance genevoise. Avec l'arrivée des troupes autrichiennes en 1813, il rentre à Genève et devient chef du gouvernement provisoire puis premier syndic en 1814 et 1815. Il participe alors activement à la Restauration de la République de Genève.

## Hommages
Une rue porte son nom en ville de Genève. Son buste est installé sur une façade de l'Athénée, au milieu de ceux de Charles Pictet de Rochemont et de Horace B. de Saussure. Une salle de la Bibliothèque de Genève porte son nom, inaugurée en 1905.